# Bryłówek
Bryłówek (deutsch Deutsch Breile) ist ein Ort in der Stadt- und Landgemeinde Wiązów im Powiat Strzeliński der Woiwodschaft Niederschlesien in Polen.

## Geographie
Das Angerdorf Bryłówek liegt fünf Kilometer östlich von Wiązów (Wansen), etwa 18 Kilometer nordöstlich von Strzelin (Strehlen) und 48 Kilometer südöstlich von Breslau in der Nizina Śląska (Schlesische Tiefebene). Westlich des Dorfes liegt die stillgelegte Bahnstrecke Brzeg–Łagiewniki Dzierżoniowskie.
Nachbarorte von Bryłówek sind im Westen Miechowice Oławskie (Mechwitz), im Norden Częstocice (Günthersdorf) und im Osten Bryłów (Breile).

## Geschichte

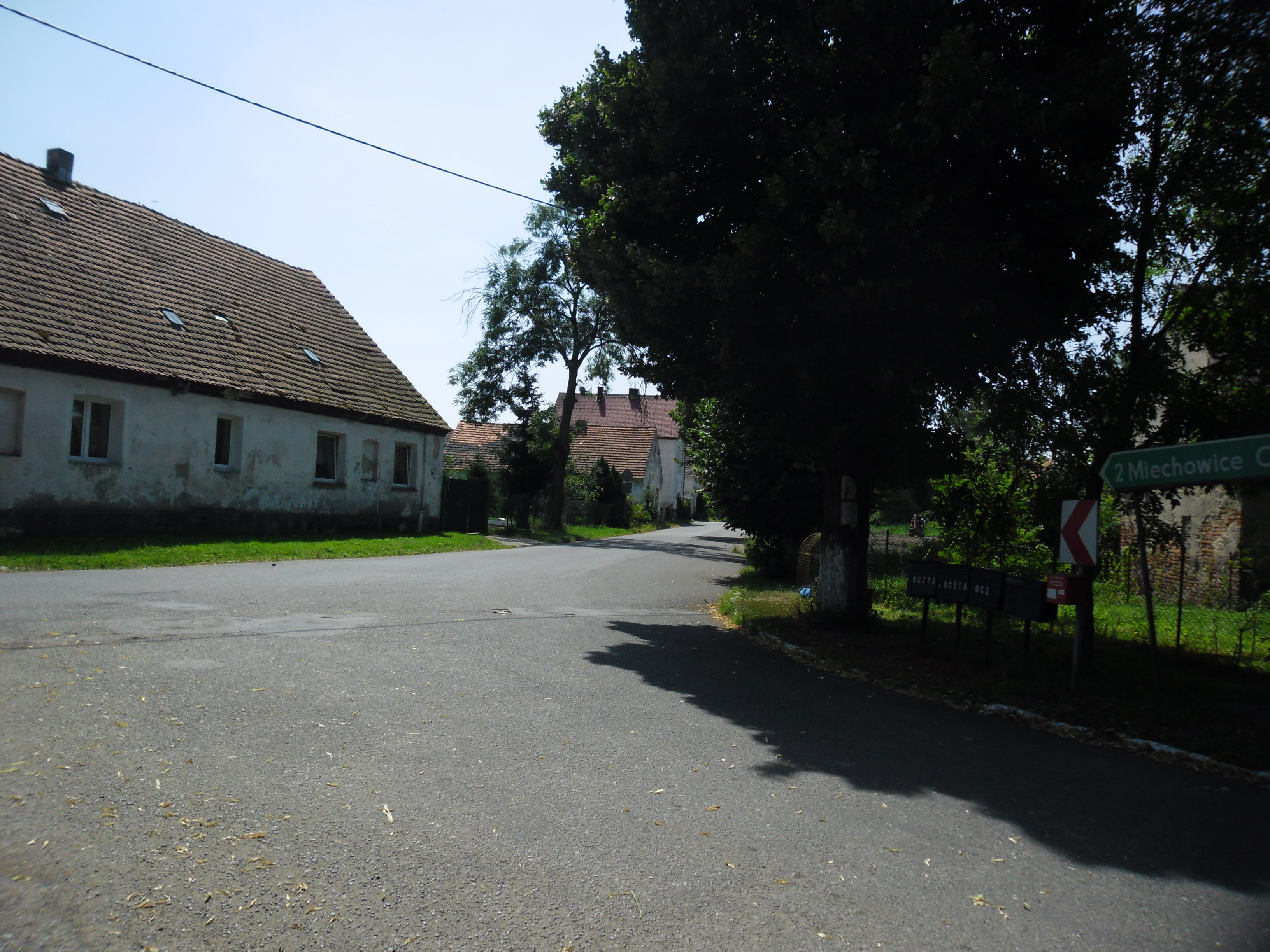
Ortsbild

„Dewcze Breylaw“ wurde 1308 erstmals erwähnt und in der zweiten Hälfte des 13. Jahrhunderts nach Deutschem Recht umgesetzt. 1361 ist es in der Schreibweise Theutonicum Brylow und 1378 als Deutsche Brylaw belegt.
Nach dem Ersten Schlesischen Krieg 1742 fiel Deutsch Breile zusammen mit dem größten Teil Schlesiens an Preußen. 1783 zählte der Ort ein Vorwerk, eine Mühle, fünf Bauern- und 17 andere Stellen. Die Einwohnerzahl lag damals bei 121 Einwohnern.
Nach der Neugliederung Preußens gehörte die Landgemeinde Deutsch Breile ab 1815 zur Provinz Schlesien und war ab 1816 dem Landkreis Ohlau eingegliedert, mit dem es bis 1945 verbunden blieb. 1874 wurde der Amtsbezirk Klosdorf gegründet, zu dem die Landgemeinden Deutsch Breile, Jauer, Klosdorf, Mechwitz und Polnisch Breile sowie die Gutsbezirke Deutsch Breile und Mechwitz gehörten. 1885 wurden 123 Einwohner gezählt. 1933 zählte Deutsch Breile 149 Einwohner, 1939 waren es132 Einwohner.
Als Folge des Zweiten Weltkriegs fiel Deutsch Breile wie fast ganz Schlesien 1945 an Polen. Nachfolgend wurde es in Bryłówek umbenannt und der Woiwodschaft Schlesien angegliedert. Die deutsche Bevölkerung wurde, soweit sie nicht vorher geflohen war, weitgehend vertrieben. Die neu angesiedelten Bewohner waren teilweise Zwangsumgesiedelte aus Ostpolen, das an die Sowjetunion gefallen war.

## Sehenswürdigkeiten
- Denkmal für die Gefallenen des Ersten Weltkriegs

## Söhne und Töchter des Ortes
- Alois Melz (1923–2012), deutscher Funktionär der DDR-Blockpartei DBD